# Partidul Social-Democrat Independent
Partidul Social Democrat Independent din România (prescurtat PSDI) a fost un partid politic din România înființat în mai 1946 de către o parte din foștii membri ai Partidului Social Democrat care părăsiseră PSD după congresul din decembrie 1945, neacceptând alianța cu Partidul Comunist Român hotărâtă la congres.
Conducătorul partidului a fost Constantin Titel Petrescu, fost lider al Partidului Social Democrat.
În manifestul PSDI se arăta că partidul este promotorul adevărat al social-democrației românești. În martie 1948 liderii PSDI au fost arestați, fapt ce a condus la dispariția partidului din viața politică.

## Situație actuală
Partidul a fost reînființat în anul 2019, de către un grup de social-democrați plecați din PSD și a participat în alegerile europarlamentare din același an, cu o listă completă de candidați. 
Pentru a reface legătura istorică a luptei anti-comuniste din anii 1946-1947 a fondatorului PSDI - Constantin Titel Petrescu și a Majestății Sale Regelui Mihai, locul întâi pe lista pentru alegerile europarlamentare urma să fie ocupat de Principele Nicolae al României, nepotul Regelui. Nicolae a fost abordat de un apropiat al Casei Regale cu două luni înainte de alegeri pentru a accepta candidatura. În ciuda feedback-ului pozitiv din întâlnirea respectivă, decizia Principelui și a anturajului acestuia, comunicată a doua zi după întâlnire, a fost de a nu candida din partea niciunui partid politic. 
Deși nu apare oficial în istoricul formațiunii, în 2015, odată cu excluderea din PSD, Marian Vanghelie și Mircea Geoană au declarat că vor crea un partid nou, care va purta acest nume. La momentul respectiv, Oana Niculescu-Mizil, partenera de viață a lui Vanghelie, și Ana-Maria Cătăuță, consiliera lui Geoană, au înregistrat la OSIM marca „Partidul Social Democrat Independent”.